# Guerra lázica
La guerra lázica o guerra colquida, también conocida como la gran guerra de Egrisi (georgiano: ეგრისის დიდი ომი, Egrisis Didi Omi) en la historiografía georgiana, se libró entre el Imperio romano de oriente (Imperio bizantino) y el Imperio sasánida por el control de la antigua región georgiana de Lázica. El conflicto duró veinte años, desde el 541 al 562, con éxitos variables y terminó en una victoria relativa para los bizantinos, que mantuvieron su control sobre la región. La guerra se narra a detalle en las obras de Procopio de Cesarea y Agatías.